# منطقة ميرزابور
ميرزابور رمزها «MI» (بالإنجليزية: Mirzapur)‏ ، هو تقسيم إداري لدولة الهند تتبع ولاية أتر برديش (بالإنجليزية: Uttar  Pradesh)‏ ، مركزها هو مدينة ميرزابور (بالإنجليزية: Mirzapur)‏ عدد سكانها حسب تعداد سنة 2001 هو 2,114,852 ، مساحتها 4,522 كم² وكثافة السكان 468 لكل كم² .